# Lijst van grietmannen van Schoterland
Dit is een lijst van grietmannen van de voormalige Nederlandse grietenij Schoterland in de provincie Friesland tot de invoering van de gemeentewet in 1851.
| Ambtsperiode | Naam grietman                           | Bijzonderheden                                                                   |
| ------------ | --------------------------------------- | -------------------------------------------------------------------------------- |
| 1517 - 1521  | Lyckle Eebles                           |                                                                                  |
| 1521 - 1524  | Frederik van Roorda                     |                                                                                  |
| 1524 - 1528  | Ids Tijebbes                            |                                                                                  |
| 1528 - 1539  | Doede Hanses                            |                                                                                  |
| 1539 - 1566  | Tinco Sakes                             |                                                                                  |
| 1566 - 1580  | Sijbrand van Hottinga                   |                                                                                  |
| 1580 - 1591  | Jacob Tjebbes                           |                                                                                  |
| 1591 - 1627  | Tinco van Oenema van Ter Caple          |                                                                                  |
| 1627 - 1647  | Amelius van Oenema                      |                                                                                  |
| 1647 - 1692  | Daniël de Blocq van Scheltinga          |                                                                                  |
| 1692 - 1715  | Martinus van Scheltinga                 | Zoon van Daniël de Blocq van Scheltinga.                                         |
| 1715 - 1777  | Menno Coehoorn van Scheltinga           | Zoon van Martinus van Scheltinga.                                                |
| 1777 - 1795  | Martinus van Scheltinga                 | Neef van Menno Coehoorn van Scheltinga.                                          |
| 1795 - 1816  |                                         | Geen grietman vanwege de Franse tijd                                             |
| 1816 - 1820  | Menno Coehoorn van Scheltinga           | Zoon van voorganger, Martinus van Scheltinga.                                    |
| 1820 - 1834  | Pompejus Onno van Vierssen              | Zwager van voorganger, Menno Coehoorn van Scheltinga                             |
| 1834 - 1851  | Mr. Hans Willem de Blocq van Scheltinga | Neef van voorgangers Pompejus Onno van Vierssen en Menno Coehoorn van Scheltinga |